# 立山 (清朝官员)

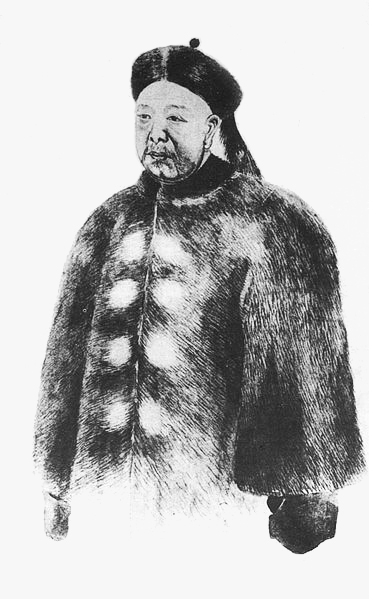
《庚子辛亥忠烈像赞》之立山像

立山（1843年?—1900年8月11日），本名楊立山，字豫甫，土默特氏，蒙古正黃旗人，晚清官員。庚子被禍五大臣之一。

## 生平
筆帖式出身，久典內廷，與李蓮英友善，深得慈禧太后寵眷。光绪五年（1879年），任苏州织造，累迁奉宸苑卿、總管內務府大臣、正白旗漢軍副都統、戶部侍郎，二十年，加太子少保。后宁寿宫物品失窃，因失察之罪被停职留任。二十六年官至戶部尚書。戊戌變法後，立山同情光緒帝，反對慈禧與榮祿另立新帝之議，主張維護「祖制」，招致慈禧太后不滿。
義和團禍起，八國聯軍兵臨天津，廷臣集議御前，意見分歧，載漪等盛推拳民可用，立山認為拳民不足恃。不久，慈禧及主戰派向聯軍宣戰，立山因「藏匿外人」（其实是被庄亲王载勋借故诬陷），被革職下獄，斬殺於北京。清政府戰敗後，辛丑条约訂明平反庚子被禍五大臣，立山得以「昭雪」；宣統元年，追謚忠貞。

## 延伸阅读
[在维基数据编辑]
 《清史稿/卷466》，出自趙爾巽《清史稿》

| 官衔            | 官衔                                                                                     | 官衔        |
| --------------- | ---------------------------------------------------------------------------------------- | ----------- |
| 前任： 宗室敬信 | 清朝戶部滿尚書 光緒二十六年三月庚申 - 光緒二十六年六月庚寅 1900年4月17日 - 1900年7月16日 | 繼任： 崇綺 |

1. ↑  .孝欽顧立山厚，...徐、許、袁皆浙人，立山內務府旗人，本姓楊。...
2. ↑   (PDF).《近代稗海》第一辑，第20页，“惟徐用仪、杨立山、许景澄微有驳诘。”
3. ↑  .二十日下戶部尚書立山於獄。先是立山眷西城口袋底一妓，莊親王載勛爭之不能得。立山久長內務府，家豪於財，載勛貸巨資，亦不能得，積忿，遂誣奏立山家有地道通西什庫，潛為接應，故教堂久不下。